# Parcs et jardins de Poitiers
Les parcs et jardins de Poitiers abritent un total de 35 000 arbres.
La surface d’espaces verts par habitant est de 30 m2. La ville profite des deux vallées encaissées, dont les expositions différentes permettent la vie d’une flore et d’une faune variées. Parmi les 35 000 arbres de Poitiers, les principales espèces représentées sont le marronnier, le tilleul, l’acacia, le cornouiller mâle, le chêne et le frêne.
Le parc le plus récent est le parc de Saint-Éloi (nouveau quartier Est), de 6 ha. La ville de Poitiers affecte un budget de 450 000 € à l’achat de parcelles le long du Clain afin de créer un cheminement sur ses berges.

## Parcs

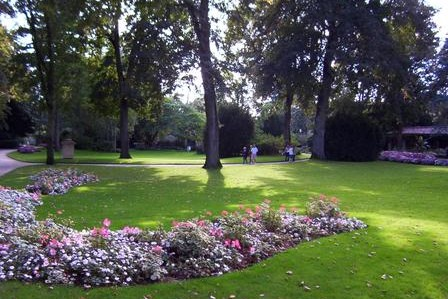
Parc de Blossac à Poitiers.

- Parc de Blossac : aménagé au XVIIIe siècle par l'intendant de Blossac sur le terrain vague dit des Gilliers, d'une superficie de 9 ha ; destiné à la promenade, il comporte de vastes allées ombragées, des fontaines, des vues sur la vallée du Clain. C’est au parc de Blossac (alors appelé Parc National) que le premier arbre de la liberté poitevin est planté[3]. Au début du XXe siècle, un jardin anglais a été aménagé dans un angle (1 ha environ). Une rocaille a été aménagée le long du boulevard en 1960 (soit 5 000 m2) ; un jardin zoologique a également été ajouté ; en 2002-2003, un théâtre de verdure et une vaste pergola (jardin d'ombre) ont été reconstitués, avec le Grand Pré, à la place d'un parking inutilisé, officiellement gare routière, installé à la place du Grand Pré dans les années 1960 ;
- la Roseraie : aménagée après 1973 par la municipalité et le Club des Amis des Roses, à Touffenet (proche de la zone à urbaniser en priorité (ZUP) des Couronneries construite dans les années 1950 et 1960) ; elle possède 465 variétés de rosiers sur 3,5 ha, plus des plantes aquatiques, de rocaille ;
- Le Jardin des plantes : créé au XVIIIe siècle par Denesle, élève de Jussieu, il fut sans cesse déménagé ; il est actuellement situé près du Clain, boulevard du Maréchal-de-Lattre-de-Tassigny depuis 1869, sur un terrain de 1,5 ha ; c'est à la fois un jardin d'agrément (grotte, pièce d'eau) et de documentation des étudiants (serre de collection de 150 espèces) ;
- Le jardin Pasteur, le long de la rive droite du Clain, près de l'hôpital du même nom, va du Pont-Neuf au pont Saint-Cyprien ;
- Le parc à l'anglaise des Prés Mignons. Se trouvant entre la rue des Joncs et la rue Blaise-Pascal dans le quartier de Bellejouanne, le parc des Prés Mignons est grand de 7 ha. Cette propriété Bonnet-Badillet a été rachetée par la mairie de Poitiers en 1984. Il est actuellement un lieu de détente et de loisirs, et renferme quelques bâtiments tels que la maison bourgeoise construite en 1882, ou encore le centre de loisir "La ferme", gérée par "CAP SUD".
- Le parc du Triangle d'Or, dans la cité HLM des Sables.
- Parc des Bois de Saint-Pierre : situé à 7 km au sud de Poitiers (sur la commune de Smarves), ce parc de 30 ha accueille un parc animalier, un centre de loisirs ainsi qu'un centre sportif. Les bois de Saint-Pierre tirent leur nom de leur ancien propriétaire, le chapitre de la cathédrale Saint-Pierre de Poitiers.

## Squares et promenades plantées
Les squares du centre-ville (à l’intérieur des boulevards) : 
- square du Bon Pasteur, situé entre la rue des Carmes (correspondant au chemin de ronde interne du mur d'enceinte romain) et la rue des Feuillants (correspondant au chemin de ronde externe de la muraille romaine) ; établi sur l'emplacement précis du mur romain du IIIe siècle, il continue de surplomber de cinq mètres la rue des Feuillants, hauteur correspondant à celle du mur d'enceinte romain ; un escalier permet de passer de la rue des Feuillants au square ;
- square des coloniaux, dans la boucle du boulevard Solférino : s’y trouvent le monument aux morts des guerres coloniales, celui des guerres du XXe siècle et l’arbre de la liberté planté en 1948 ;
- square des Cordeliers, au pied de la Tour Maubergeon (Palais de Justice de Poitiers) ;
- square Foch ;
- square Montierneuf (au chevet de l'église Montierneuf) ;
- square de la République (situé rue Magenta) : s’y trouve le monument aux morts de la guerre franco-prussienne de 1870 ;
- square Saint-Hilaire (sur le côté nord de l'église Saint-Hilaire) ;

Dans les quartiers Ouest, au-delà de la Boivre : 
- square Charles-Élie de Ferrières, entre l'escalier de la grotte des Druides et le boulevard des Rocs

En rive droite du Clain, on trouve :
- la fontaine du Pont-Joubert ;
- la promenade des Cours ;
- la promenade Pasteur (entre l’hôpital Pasteur et le Clain).

Ces trois squares et promenades sont tous riverains du Clain.